# Deborah Watling
Deborah Watling (Loughton, 2 gennaio 1948 – Norwich, 21 luglio 2017) è stata un'attrice britannica.

## Biografia
Figlia d'arte, essendo i suoi genitori gli attori Jack Watling e Patricia Hicks. Anche sua sorella Dilys e suo fratello Giles sono attori. La sua carriera inizia da bambina nel 1958, quando interpreta la nipote di Peter Brady nella serie televisiva The Invisible Man. Il suo ruolo più noto tuttavia è quello di Victoria, la compagna del secondo dottore nella serie tv Doctor Who, ruolo che mantenuto dal 1967 al 1969. In seguito ha ripreso questo ruolo in vario audiodrammi ed è riapparsa nel remake The Five(ish) Doctors Reboot, in occasione del cinquantesimo anniversario.
Muore di cancro il 21 luglio 2017.

## Filmografia

### Cinema
- That'll Be the Day, regia di Claude Whatham (1973)
- Take Me High, regia di David Askey (1973)
- Downtime, regia di Christopher Barry (1995)
- Possessions, regia di Mark Thompson (2001)

### Televisione
- Guglielmo Tell (William Tell) – serie TV, episodio 1x37 (1959)
- L'uomo invisibile (The Invisible Man) – serie TV, 11 episodi (1958-1959)
- A Life of Bliss – serie TV, 6 episodi (1960)
- The Wednesday Play – serie TV, episodi 3x01-4x04 (1965-1966)
- The Power Game – serie TV, episodio 1x09 (1966)
- This Man Craig – serie TV, episodio 2x07 (1966)
- Out of the Unknown – serie TV, episodio 2x06 (1966)
- Horizon – programma TV, episodio 3x08 (1966)
- Mister Misfit, regia di Derek Collyer e George Evans – film TV (1967)
- No Hiding Place – serie TV, episodio 10x03 (1967)
- Doctor Who – serie TV, 40 episodi (1967-1968)
- The Newcomers – serial TV, 26 episodi (1969)
- Palazzo di giustizia (Crime of Passion) – serie TV, episodio 2x07 (1971)
- ITV Sunday Night Drama – serie TV, 1 episodio (1972)
- Doctor in Charge – serie TV, episodi 1x21-1x23 (1972)
- Late Night Theatre – serie TV, 2 episodi (1973)
- Artù re dei Britanni (Arthur of the Britons) – serie TV, episodio 1x10 (1973)
- Electric Cinema, regia di Ronnie Baxter – film TV (1975)
- A Roof Over My Head – serie TV, episodio 1x00 (1977)
- Rising Damp – serie TV, episodio 4x01 (1978)
- Lillie – miniserie TV (1978)
- Accident – serie TV, episodio 1x08 (1979)
- Danger UXB – serie TV, 7 episodi (1979)
- The Jim Davidson Show – serie TV, 5 episodi (1981)
- The Five(ish) Doctors Reboot, regia di Peter Davison - cortometraggio TV (2013)

## Doppiaggio
- Ivonne Sentis in L'incredibile viaggio nel continente perduto